# Cienfuegosia subternata
Cienfuegosia subternata là một loài thực vật có hoa trong họ Cẩm quỳ. Loài này được (Hassl.) Fryxell mô tả khoa học đầu tiên năm 1967.